# Brillenbilch
Der Brillenbilch (Graphiurus ocularis) ist ein Nagetier in der Gattung der Afrikanische Bilche, das im Süden Afrikas vorkommt.

## Merkmale
Kennzeichnend für die Art ist die schwarze Gesichtsmaske um die Augen und unter den Ohren, die einer Brille ähnelt. Diese steht im Kontrast zu den weißen Wangen, von denen sich ein weißer Streifen zu den Schultern streckt. Zusätzlich kommt oberhalb beider Ohren ein weißer Fleck vor. Andere Bereiche des Kopfes sind wie die Körperoberseite silbergrau gefärbt, wobei die Schnauze heller erscheint. Das Fell der Oberseite ist weich und wollig. Auf der Unterseite sind die Haare an der Basis dunkelgrau und im weiteren Verlauf weiß. So ist die grenze zwischen der dunklen Oberseite und der hellen Unterseite recht deutlich. Der Brillenbilch hat weiße und für Bilche recht kleine Hinterfüße. Die Schwanzoberseite ist überwiegend wie der Rücken gefärbt. Die Haare werden vom Ansatz (10 bis 15 mm) zur Schwanzspitze (bis zu 35 mm) länger. Auf der Unterseite des kommt schwarzbraunes Fell vor, das von der Oberseite durch eine weiße Kante getrennt ist. Auch die Schwanzspitze ist weiß. Weibchen besitzen ein Paar Zitzen auf der Brust, ein Paar auf der Bauchmitte und zwei Paar im Leistenbereich.
Mit einer Kopf-Rumpf-Länge von 117 bis 145 mm, einer Schwanzlänge von 103 bis 150 mm und einem Gewicht von 72 bis 85 g ist der Brillenbilch ein großer Vertreter seiner Gattung. Er hat 20 bis 26 mm lange Hinterfüße und 15 bis 25 mm lange Ohren.

## Verbreitung
Die Art lebt in den Provinzen Nordkap, Ostkap und Westkap in Südafrika. Ein weiterer Fund stammt aus der Provinz Nordwest. Der Brillenbilch hält sich vorwiegend in der Halbwüstenlandschaft Karoo auf. Das Gebiet ist durch Sandsteinfelsen gekennzeichnet, deren Spalten und Hohlräume gute Versteck- und Nistmöglichkeiten bieten. Die Art wurde im Flachland und auf der südafrikanischen Hochebene bis 1585 Meter Höhe registriert.

## Lebensweise
Im Gegensatz zu den meisten anderen Bilchen ist Winterschlaf beim Brillenbilch nicht üblich. Er kann jedoch bei kaltem Wetter oder bei Nahrungsmangel bis zu einem Monat in einen starren Zustand (Torpor) fallen. Die Exemplare sind nachtaktiv und fressen meist Insekten und Spinnentiere. Die Nahrung wird gelegentlich mit Vögeln und Echsen komplettiert. In Gefangenschaft gehaltene Brillenbilche fraßen auch Salzgebäck, Früchte, Honig, Fleisch sowie Hunde- und Hausrattennahrung.
Oft leben ein Männchen und ein Weibchen bis zu elf Monate im selben Territorium, das vermutlich gegen Eindringlinge verteidigt wird. Allgemein ist die Reviergröße bei Weibchen mit 1,2 bis 2,3 Hektar kleiner als bei Männchen, die 2,1 bis 3,8 Hektar große Reviere bewohnen. Bei Weibchen kommen im Frühjahr und Sommer mehrere Würfe vor, mit einem Abstand von 6 bis 8 Wochen zwischen den Würfen. Pro Wurf werden 4 bis 6 Nachkommen geboren, die das Nest nach 5 bis 6 Wochen verlassen. Die Lebensdauer des Brillenbilchs wird auf vier Jahre geschätzt.

## Bedrohung
Es sind keine Bedrohungen für den Bestand bekannt. Jedoch wird der Brillenbilch nicht häufig gesichtet und die Populationsgröße ist unbekannt. Da die Art in Naturschutzgebieten vorkommt und das Verbreitungsgebiet recht groß ist, wird sie von der IUCN als „nicht gefährdet“ (least concern) gelistet.